# Unnarydsdräkten

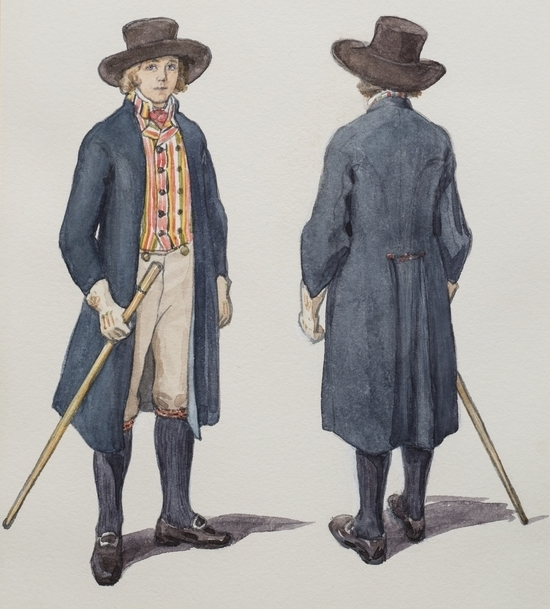
Högtidsdräkt för män Unnaryd socken.

Unnarydsdräkten är en folkdräkt från Södra Unnaryds socken i Småland. 
Unnarydsdräkten kallas även Västbodräkten eftersom allmogen i hela Västbo härad, lokaliserat i det sydvästra hörnet av Jönköpings län, en gång i tiden bar denna dräkt. På grund av sin isolering har dräktskicket bevarats längst i socknen Södra Unnaryd som därmed kan ståta med en av de äldsta dräkterna i Sverige. Den har drag ända från 1600-talet, om inte längre. 
Dräkten finns beskriven från 1700- och 1800-talet och verkar ha dött ut runt mitten av 1800-talet, för att sedan tas i bruk igen under början av 1900-talet. Framförallt har P G Wistrands bok från 1907 inspirerat till återupptagandet av dräkten då just Unnarydsdräkten var en av de dräkter som beskrevs.
Även Gerda Cederblom har givit sig på att beskriva denna dräkt i sin bok "Svenska allmogedräkter" från 1921. Dräkten beskrivs bland annat som färgglad och konservativ, där kvinnornas dräkt var mer konservativ än männens som enligt Cederblom vid 1850-talet hade drag av mer moderna moden. 

## Kvinnodräkten
Den kvinnliga dräkten har uppmärksammats mest av både Cederblom och Wistrand.
Cederblom går in i detalj om "festdräkt för gift kvinna", vilken till viss del skiljer sig från den dräkt som numer brukar ses i sammanhanget. Bland annat nämnes ett blått raskförkläde med påsydda sidenband och ett livstycke av glättad ylledamast. 
Den främsta skillnaden mellan den gifta och ogifta kvinnans dräkt är huvudbonaden, den så kallade spranghuvan. Huvudbonaden består för den gifta kvinnan av två lager; överst är en hatt av tunt tyg genom vilket spranghuvan ska lysa igenom. 
Spranghuvan, eller spranghättan, i sin tur har fått namn av att den ofta var språngad (se tekniken språngning) men det finns även spranghuvor som är knypplade och virkade bevarade. Den bars inte bara under det beskrivna tunna tyget utan kunde även bäras under en mjuk bindmössa i mönstrat tyg såsom kattun eller damast. 

## Bildgalleri

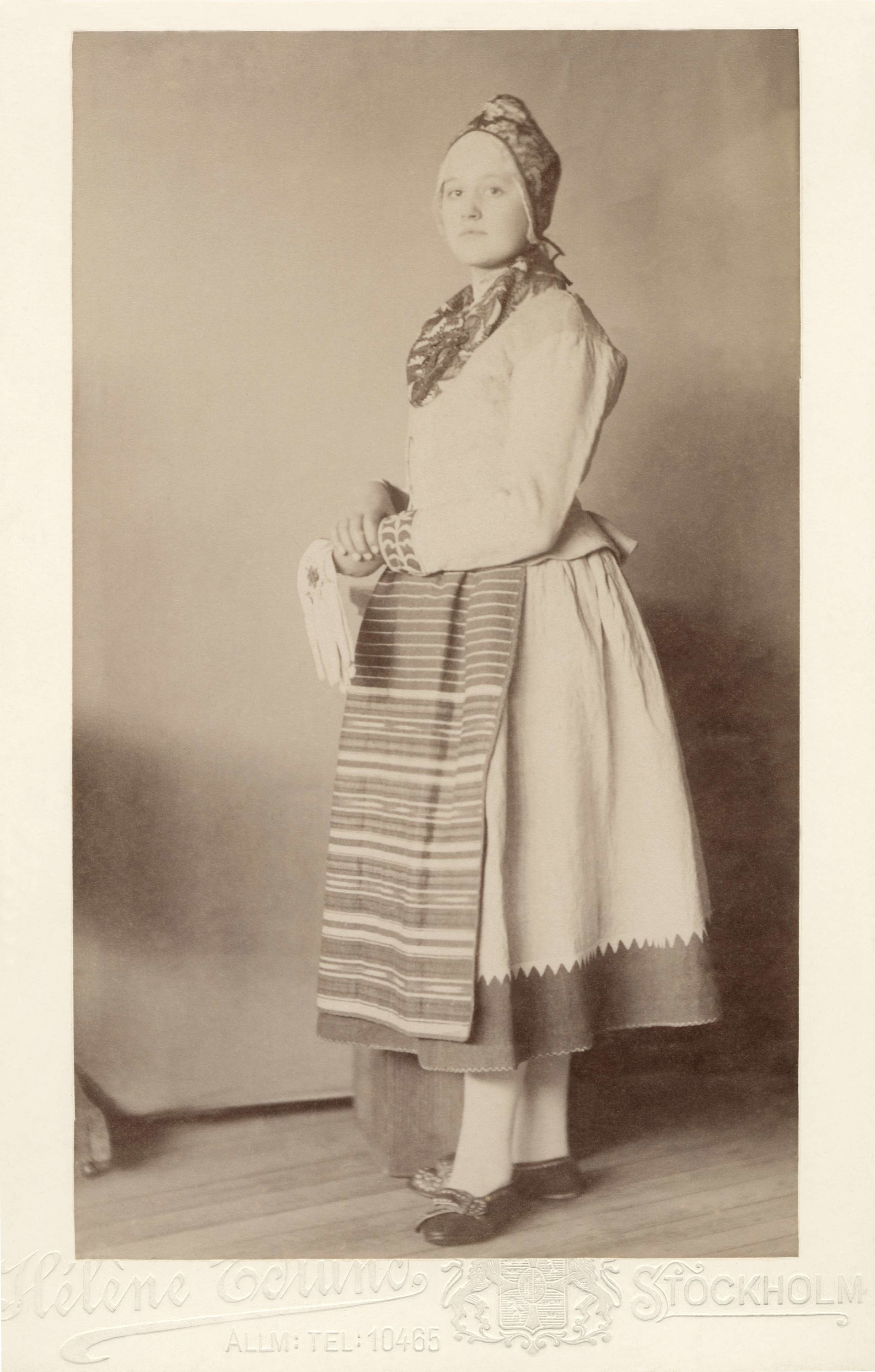
En kvinna står klädd i en sockendräkt från Unnaryd.
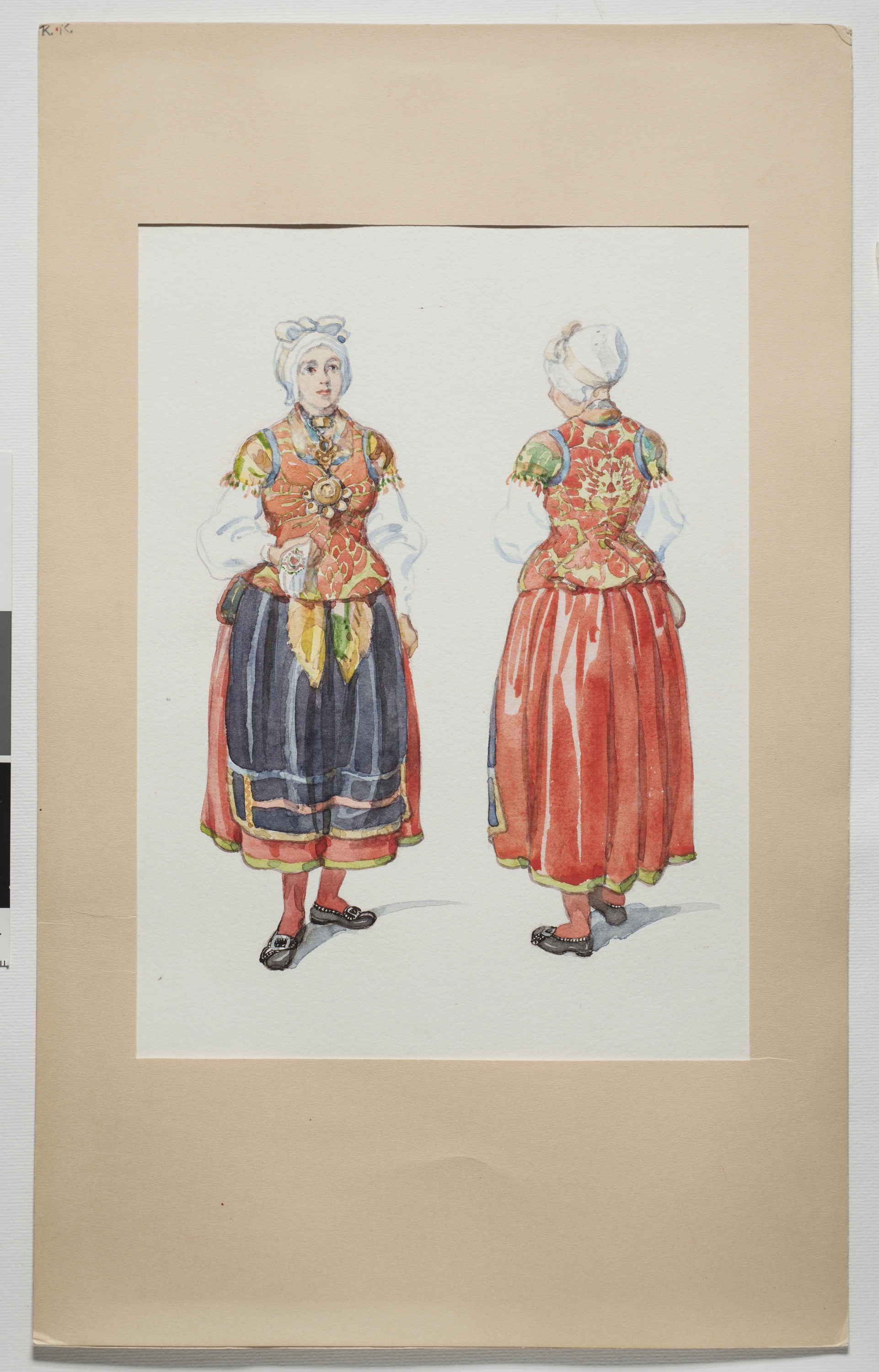
Festdräkt för gift kvinna Unnaryds socken, Västbo härad, Småland. Akvarell av Emelie von Walterstorff.
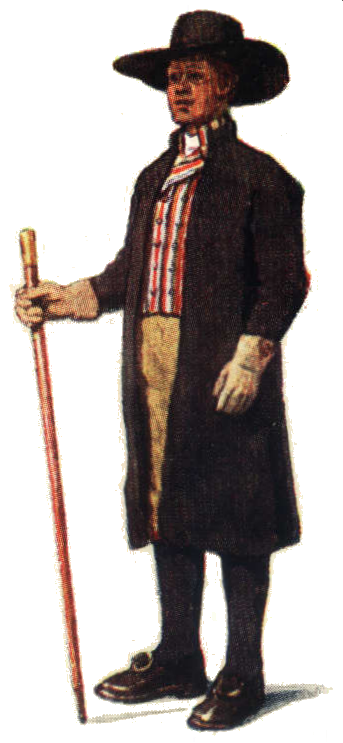
Folkdräkt, Södra Unnaryds härad, Nordisk familjebok.